# 仲原遺跡
座標: 北緯26度23分29.5秒 東経127度59分40.5秒 / 北緯26.391528度 東経127.994583度

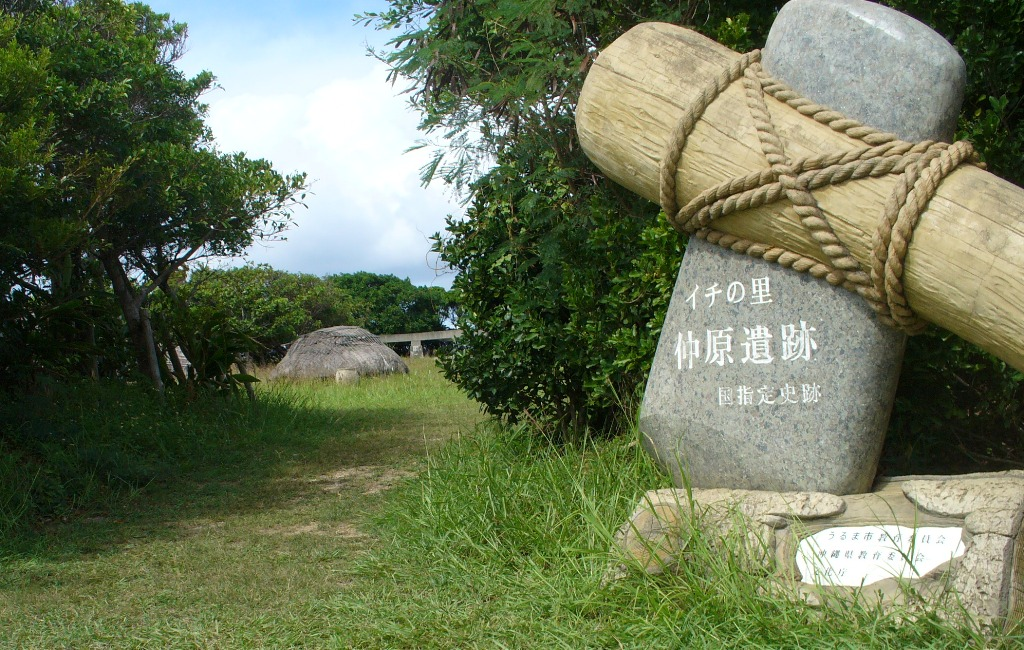
入口付近

仲原遺跡（なかばるいせき）は、沖縄県の伊計島のほぼ中央にある縄文時代晩期の集落遺跡。1986年（昭和61年）8月16日に国の史跡に指定された。所在地は沖縄県うるま市与那城伊計である。

## 概要
縄文時代晩期の沖縄県の代表的な集落跡で、サトウキビ畑になっていた場所で土地改良事業に伴う事前の発掘調査を行ったところ発見された。発見された竪穴建物は、地表面を隅丸方形に掘り下げ、琉球石灰岩の石垣を壁として組み、その上に屋根を葺いたものである。建物遺構は23棟発見されており、径が5-6メートル程度の大型のものと2-3メートル程度の小型のものがあり、母屋とみられる大型の建物の周囲に小型の建物が配置されている。
沖縄初の復元集落遺跡として整備され観光地となっている。復元にあたってはヤラブ（オトギリソウ科テリハボク）、竹、チガヤが柱や屋根材に用いられ、アダン（タコノキ科タコノキ）の根でできた縄が使用された。

## 出土遺物

### 土器
- 仲原式土器（深鉢尖底型、壺型）

### 石器
- 石斧、磨石など

### 他
- 人骨、魚骨、獣骨
- 貝製品（イモガイ小玉）

## 歴史・沿革
- 1978年 - 沖縄大学沖縄学生文化協会により発見された。
- 1986年 - 国の史跡に指定される。